# Hidde ter Avest
Hidde ter Avest (Wierden, 20 maggio 1997) è un calciatore olandese, difensore dell'Oxford Utd.

## Caratteristiche tecniche
Terzino destro dotato di forte personalità, è in possesso di una discreta tecnica individuale e di una grande capacità di corsa. Molto abile in fase difensiva, è bravo negli anticipi e nella marcatura a uomo; grazie alla sua bravura nel gioco aereo può essere schierato anche come difensore centrale.

## Carriera

### Club
Cresciuto nel settore giovanile del Twente, ha debuttato in prima squadra il 17 dicembre 2014, a soli 17 anni, nella partita di Coppa d'Olanda vinta per 2-4 contro il De Graafschap. Impostosi subito come titolare nel ruolo, lascia il club olandese nel 2018, dopo la retrocessione in Eerste Divisie.
Il 15 giugno 2018 firma un contratto di quattro anni con l'Udinese, dove esordisce il 20 ottobre 2018 in occasione di Genoa-Udinese (2-2) sostituendo Valon Behrami al 63'. In due anni e mezzo mette insieme solo 42 presenze tra campionato e Coppa Italia e così il 13 gennaio 2021 viene ceduto a titolo definitivo all'Utrecht facendo così ritorno in patria e ritrovando continuità. Il 30 gennaio seguente torna a segnare un gol in campionato dopo 4 anni e 2 mesi allo scadere di Utrecht-Zwolle 3-3.

### Nazionale
Ha giocato numerose partite con le varie nazionali giovanili olandesi.

## Statistiche

### Presenze e reti nei club
Statistiche aggiornate al 23 maggio 2021.
| Stagione        | Squadra         | Campionato      | Campionato | Campionato | Coppe nazionali | Coppe nazionali | Coppe nazionali | Coppe continentali | Coppe continentali | Coppe continentali | Altre coppe | Altre coppe | Altre coppe | Totale | Totale | Totale |
| Stagione        | Squadra         | Comp            | Pres       | Reti       | Comp            | Pres            | Reti            | Comp               | Pres               | Reti               | Comp        | Pres        | Reti        | Pres   | Reti   |        |
| --------------- | --------------- | --------------- | ---------- | ---------- | --------------- | --------------- | --------------- | ------------------ | ------------------ | ------------------ | ----------- | ----------- | ----------- | ------ | ------ | ------ |
| 2014-2015       | Jong Twente     | ED              | 2          | 1          | -               | -               | -               | -                  | -                  | -                  | -           | -           | -           | 2      | 1      |        |
| 2014-2015       | Twente          | E               | 10         | 0          | CO              | 2               | 0               | -                  | -                  | -                  | -           | -           | -           | 12     | 0      |        |
| 2015-2016       | Twente          | E               | 29         | 1          | CO              | 1               | 1               | -                  | -                  | -                  | -           | -           | -           | 30     | 2      |        |
| 2016-2017       | Twente          | E               | 31         | 1          | CO              | 1               | 0               | -                  | -                  | -                  | -           | -           | -           | 32     | 1      |        |
| 2017-2018       | Twente          | E               | 22         | 0          | CO              | 4               | 0               | -                  | -                  | -                  | -           | -           | -           | 26     | 0      |        |
| Totale Twente   | Totale Twente   | Totale Twente   | 92         | 2          |                 | 8               | 1               |                    | -                  | -                  |             | -           | -           | 102    | 4      |        |
| 2018-2019       | Udinese         | A               | 13         | 0          | CI              | 1               | 0               | -                  | -                  | -                  | -           | -           | -           | 14     | 0      |        |
| 2019-2020       | Udinese         | A               | 20         | 0          | CI              | 2               | 0               | -                  | -                  | -                  | -           | -           | -           | 22     | 0      |        |
| 2020-gen. 2021  | Udinese         | A               | 6          | 0          | CI              | 0               | 0               | -                  | -                  | -                  | -           | -           | -           | 6      | 0      |        |
| Totale Udinese  | Totale Udinese  | Totale Udinese  | 39         | 0          |                 | 3               | 0               |                    | -                  | -                  |             | -           | -           | 42     | 0      |        |
| gen.-giu. 2021  | Utrecht         | E               | 18+2       | 2+0        | CO              | 0               | 0               | -                  | -                  | -                  | -           | -           | -           | 20     | 2      |        |
| Totale carriera | Totale carriera | Totale carriera | 153        | 5          |                 | 11              | 1               |                    | -                  | -                  |             | -           | -           | 164    | 6      |        |